# Kokeshia
Kokeshia (лат.) — род клопов из семейства Schizopteridae.

## Описание
Мелкие клопы (1,07-1,49 мм) овальной формы, светло-коричневой или коричневой окраски. Тело покрыто относительно густыми, короткими и прилегающими щетинками. Нижняя губа короткая, четырёхчлениковая. Самцы с хорошо развитыми крыльями, у самок передние крылья короткие, задние — отсутствуют. Голова короткая и вертикальная, при осмотре спереди её ширина больше длины. Глаза малинового цвета, ширина глаза примерно равна примерно ⅛ ширины головы при осмотре спереди. Простые глазки имеются у длиннокрылых самцов и отсутствуют у короткокрылых самок. Передние крылья с изломом костальной жилки, Жилки C+Sc, R+M и R заметно толще остальных. Излом медиальной жилки очень короткий. Субкостальная ячейка удлинённо-треугольная, трапециевидная ячейка с пятью исходящими жилками. Свободные дистальные ремигиальные жилки обычно со сросшейся апикальной частью и заканчиваются перед краем крыла. Ноги с относительно длинными, довольно густыми полустоячими щетинками. Лапки передних и средних ног двучлениковые, лапки задних ног трёхчлениковые.

## Биология[1]
Обитают в почвенной подстилке в опавших листьях, некоторые виды связаны с травянистыми растениями, мхами или разлагающимся древесными остатками. Три вида (Kokeshia drepanoides, Kokeshia hilli и Kokeshia weirauchae найдены во временных водоёмах.

## Классификация
Включает 18 видов:
- Kokeshia acutiformis Luo & Xie, 2024
- Kokeshia baii Luo & Xie, 2024
- Kokeshia bui Luo & Xie, 2024
- Kokeshia caii Luo & Xie, 2024
- Kokeshia drepanoides Luo & Xie, 2024
- Kokeshia esakii Miyamoto, 1960
- Kokeshia hilli Luo & Xie, 2024
- Kokeshia hsiaoi Ren & Zheng, 1992
- Kokeshia martensi Štys, 1985
- Kokeshia oroszi Rédei, 2008
- Kokeshia pengae Luo & Xie, 2024
- Kokeshia redeii Luo & Xie, 2024
- Kokeshia renae Luo & Xie s, 2024
- Kokeshia similis Štys, 1985
- Kokeshia stysi Rédei, 2008
- Kokeshia weirauchae Luo & Xie, 2024
- Kokeshia xiei Rédei, Ren & Bu, 2012
- Kokeshia zhengi Rédei, Ren & Bu, 2012

## Распространение
Встречаются в Индии, Непале, Таиланде, Китае и Японии.